# Влаховићи (Вишеград)
Влаховићи су насељено мјесто у општини Вишеград, Република Српска, БиХ. Према попису становништва из 1991. у насељу је живјело 149 становника.

## Историја
Овде је 9. јуна 1992. године био масакр у Влаховићима.

## Становништво
| Националност       | 1991.        |
| Муслимани          | 140 (93,96%) |
| Срби               | 8 (5,37%)    |
| остали и непознато | 1 (0,67%)    |
| Укупно             | 149          |

| Демографија | Демографија | Демографија |
| Година      | Становника  | Становника  |
| ----------- | ----------- | ----------- |
| 1971.       | 256         |             |
| 1981.       | 221         |             |
| 1991.       | 149         |             |